# Conus rossiteri
Conus rossiteri é uma espécie de gastrópode do gênero Conus, pertencente a família Conidae.